# Снежные очки
Снежные очки (Inuktitut : ilgaak или iggaak, слоговый алфавит: ᐃᓪᒑᒃ или ᐃᒡᒑᒃ ; Yup’ik : nigaugek, мн. Nigauget) — традиционные очки у арктических народов инуитов и юпиков, ранее известных как эскимосов, для предотвращения снежной слепоты.
Очки традиционно изготавливаются из дерева (особенно ели), кости, бивня моржа, рога северного оленя, и иногда прибрежной растительности. Заготовка вырезается по лицу будущего владельца, впереди проделывается одна или несколько узких горизонтальных прорезей. Защитные очки плотно прилегают к лицу, так что свет проходит только через прорези, иногда изнутри наносится сажа, чтобы уменьшить блики. Щели делаются узкими не только для уменьшения количества входящего света, но и для улучшения остроты зрения. Чем больше ширина прорезей, тем больше поле зрения.

## Названия
Как и другие слова на инуитском языке, такие как инуксус, в разных диалектах может использоваться другое слово. В диалекте Киваллика используется илгаак (ᐃᓪᒑᒃ), диалект севера Баффиновой Земли использует иггаака (ᐃᒡᒑᒃ). Оба слова также обозначают солнцезащитные очки.
В центрально-юпикском языке снежные очки называются нигаугек, а в Cup’ig — иггуаг. На юитском языке — иегаатек.